# Laguna Santa Rosa
Laguna Santa Rosa är en sjö i Chile.   Den ligger i regionen Región de Atacama, i den nordöstra delen av landet, 700 km norr om huvudstaden Santiago de Chile. Laguna Santa Rosa ligger 3 762 meter över havet. Arean är 1,2 kvadratkilometer. Den sträcker sig 1,9 kilometer i nord-sydlig riktning, och 1,4 kilometer i öst-västlig riktning.
Trakten runt Laguna Santa Rosa är ofruktbar med lite eller ingen växtlighet. Runt Laguna Santa Rosa är det mycket glesbefolkat, med 7 invånare per kvadratkilometer.